# Spyros Mourtos
Spyridōn Mourtos, detto Spyros (in greco Σπυρίδων "Σπύρος" Μούρτος?; Cholargos, 5 dicembre 1990), è un cestista greco.